# Cosmic Campground
Le Cosmic Campground est un terrain de camping américain dans le comté de Catron, au Nouveau-Mexique. Situé à 1 635 mètres d'altitude au sein de la forêt nationale de Gila, il est connu pour la qualité de son ciel nocturne, dont l'observation est encouragée par l'existence sur place d'une plate-forme où installer des télescopes. C'est d'ailleurs l'un des premiers sanctuaires de ciel étoilé reconnus par l'Association internationale Dark Sky, depuis 2016.